# Fußball-Europameisterschaft 2012/Italien

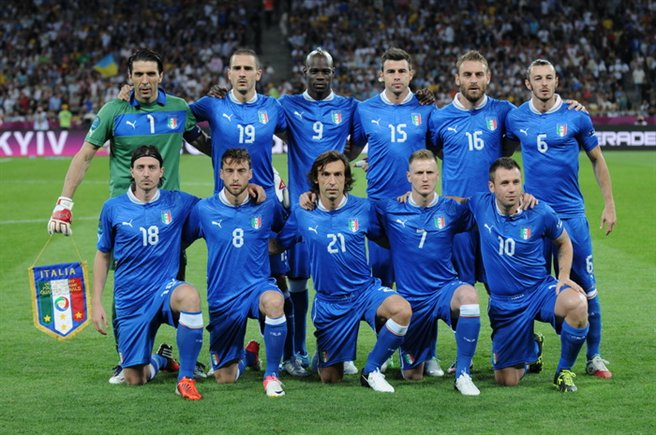
Italienische Startaufstellung beim Viertelfinalspiel gegen England. Vorne (v. l. n. r.): Montolivo, Marchisio, Pirlo, Abate, Cassano. Hinten (v. l. n. r.): Buffon, Bonucci, Balotelli, Barzagli, De Rossi, Balzaretti.

Dieser Artikel behandelt die italienische Fußballnationalmannschaft bei der Europameisterschaft 2012 in Polen und der Ukraine. Für Italien war es die achte Teilnahme und seitdem die Endrunde ab 1996 mit 16 Mannschaften ausgetragen wird, konnte sich Italien immer qualifizieren. Der bisher einzige Titelgewinn wurde bei der ersten Endrundenteilnahme 1968 erreicht.

## Qualifikation
Italien absolvierte die Qualifikation zur Europameisterschaft in der Qualifikationsgruppe C.

### Spielergebnisse
| 03.09.2010 | Tallinn (EST)   | Estland    | Italien    | 1:2 (1:0) | 1:0 Zenjov (31.), 1:1 Cassano (60.), 1:2 Bonucci (63.)                                              |
| 07.09.2010 | Florenz         | Italien    | Färöer     | 5:0 (3:0) | 1:0 Gilardino (11.), 2:0 De Rossi (22.), 3:0 Cassano (27.), 4:0 Quagliarella (81.), 5:0 Pirlo (90.) |
| 08.10.2010 | Belfast (NIR)   | Nordirland | Italien    | 0:0       | |
| 12.10.2010 | Genua           | Italien    | Serbien    | 3:0       | |
| 25.03.2011 | Ljubljana (SVN) | Slowenien  | Italien    | 0:1 (0:0) | 0:1 Thiago Motta (73.)                                                                              |
| 03.06.2011 | Modena          | Italien    | Estland    | 3:0 (2:0) | 1:0 Rossi (21.), 2:0 Cassano, 3:0 Pazzini (68.)                                                     |
| 02.09.2011 | Tórshavn (FRO)  | Färöer     | Italien    | 0:1       | 0:1 Cassano (11.)                                                                                   |
| 06.09.2011 | Florenz         | Italien    | Slowenien  | 1:0 (0:0) | 1:0 Pazzini (85.)                                                                                   |
| 07.10.2011 | Belgrad (SRB)   | Serbien    | Italien    | 1:1 (1:1) | 0:1 Marchisio (2.), 1:1 Ivanović (26.)                                                              |
| 11.10.2011 | Pescara         | Italien    | Nordirland | 3:0 (1:0) | 1:0, 2:0 Cassano (21., 53.), 3:0 McAuley (74./ET)                                                   |
| 1.         |                 |            |            |           | |

### Abschlusstabelle
| Pl. | Land       | Sp. | S | U | N | Tore    | Punkte |
| --- | ---------- | --- | - | - | - | ------- | ------ |
| 1.  | Italien    | 10  | 8 | 2 | 0 | 020:200 | 26     |
| 2.  | Estland    | 10  | 5 | 1 | 4 | 015:140 | 16     |
| 3.  | Serbien    | 10  | 4 | 3 | 3 | 013:120 | 15     |
| 4.  | Slowenien  | 10  | 4 | 2 | 4 | 011:700 | 14     |
| 5.  | Nordirland | 10  | 2 | 3 | 5 | 009:130 | 09     |
| 6.  | Färöer     | 10  | 1 | 1 | 8 | 006:260 | 04     |

Bester Torschütze war Antonio Cassano mit sechs Toren.

## Vorbereitung
Die italienische Mannschaft sollte unmittelbar vor der EM noch zwei Testspiele bestreiten: Das für den 29. Mai in Parma gegen Luxemburg angesetzte Länderspiel wurde aber wegen des Erdbebens in der Region Emilia-Romagna abgesagt. Am 1. Juni wurde in Zürich gegen Russland mit 0:3 verloren. Dies ist das einzige Testspiel zwischen zwei EM-Teilnehmern, womit sie gegen § 2.08 der Regularien verstoßen haben, nach denen „ab einem Monat vor Beginn der Endrunde zwischen Mannschaften, die sich für die Endrunde qualifiziert haben, keine Spiele mehr ausgetragen werden dürfen.“

## Spiele Italiens

### EM-Vorrunde
Bei der Auslosung wurde Italien sowie Irland und Kroatien dem als Gruppenkopf der Gruppe C gesetzten Welt- und Europameister Spanien zugelost. Die Bilanz gegen Irland ist positiv (7 Siege und je 2 Remis und Niederlagen vor der EM), gegen Kroatien negativ (1 Sieg, 2 Remis, 3 Niederlagen vor der EM) und gegen Spanien positiv (10 Siege, 11 Remis, 8 Niederlagen vor der EM). Zuletzt trafen Italien und Irland am 7. Juni 2011 aufeinander und die Iren gewannen mit 2:0. Gegen Spanien wurde zuletzt am 10. August 2011 gespielt und 2:1 gewonnen. Bei EM-Endrunden trafen beide dreimal aufeinander und nur 1988 fiel in diesen Spielen ein Tor, als Italien in der Vorrunde mit 1:0 gewann. Bei der EM 2008 musste im Viertelfinale das Elfmeterschießen entscheiden, wobei sich die Spanier durchsetzen konnten. Das letzte Spiel gegen Kroatien am 16. August 2006 verlor Italien mit 0:2. Bei EM-Endrunden trafen beide zuvor noch nicht aufeinander.
Vorrundengruppe C:
Alle Spiele fanden in Polen statt.
| Pl. | Land     | Sp. | S | U | N | Tore    | Diff. | Punkte |
| --- | -------- | --- | - | - | - | ------- | ----- | ------ |
| 1.  | Spanien  | 3   | 2 | 1 | 0 | 006:100 | +5    | 07     |
| 2.  | Italien  | 3   | 1 | 2 | 0 | 004:200 | +2    | 05     |
| 3.  | Kroatien | 3   | 1 | 1 | 1 | 004:300 | +1    | 04     |
| 4.  | Irland   | 3   | 0 | 0 | 3 | 001:900 | −8    | 0      |

|                                           |   |          |           |
| So., 10. Juni 2012 um 18:00 Uhr in Danzig |   |          |           |
| Spanien                                   | – | Italien  | 1:1 (0:0) |
| Do., 14. Juni 2012 um 18:00 Uhr in Posen  |   |          |           |
| Italien                                   | – | Kroatien | 1:1 (1:0) |
| Mo., 18. Juni 2012 um 20:45 Uhr in Posen  |   |          |           |
| Italien                                   | – | Irland   | 2:0 (1:0) |

### K.-o.-Runde
Italien beendete die Vorrunde als Gruppenzweiter und traf am 24. Juni in Kiew im Viertelfinale auf England, den Sieger der Gruppe D. Beide spielten zuvor 22-mal gegeneinander, bei neun italienischen Siegen, sechs Remis und sieben Niederlagen. Nur einmal trafen beide in einem Platzierungsspiel aufeinander, im Spiel um Platz drei bei der WM 1990, das Italien mit 2:1 gewann. Bei einer EM trafen beide zuvor nur 1980 in der Gruppenphase aufeinander, wobei Italien mit 1:0 gewann. Das letzte Spiel vor der EM zwischen beiden fand am 27. März 2002 in Leeds statt und wurde von Italien mit 2:1 gewonnen.
Im Halbfinale traf Italien auf die deutsche Mannschaft, gegen die sie bei Europameisterschaften zuvor erst zweimal spielte, 1988 (1:1) und 1996 (0:0) jeweils in der Vorrunde. Das letzte Spiel zwischen beiden endete am 9. Februar 2011 ebenfalls remis (1:1). Bisher hat Italien bei Turnieren noch kein Spiel gegen Deutschland verloren. Auch die Gesamtbilanz vor der EM sprach für Italien: 14 Siege, 9 Remis und 7 Niederlagen, 45:34 Tore. Zuletzt verlor Italien am 21. Juni 1995 gegen Deutschland (0:2). Nach dem erneuten Erfolg gegen Deutschland kam es im Finale zur Wiederholung des Auftaktspiels gegen Titelverteidiger Spanien. Beide standen sich vorher noch nie im Endspiel einer EM oder WM gegenüber. Durch den Finaleinzug qualifizierte sich Italien bereits für den FIFA-Konföderationen-Pokal 2013, da Finalgegner Spanien bereits als Weltmeister qualifiziert ist.
|                                                                |   |         |                      |
| So., 24. Juni 2012 um 21:45 Uhr in Kiew (20:45 Uhr MESZ)       |   |         |                      |
| England                                                        | – | Italien | 0:0 n. V., 2:4 i. E. |
| Do., 28. Juni 2012 um 20:45 Uhr in Warschau                    |   |         |                      |
| Deutschland                                                    | – | Italien | 1:2 (0:2)            |
| Finale So., 1. Juli 2012 um 21:45 Uhr (20:45 Uhr MESZ) in Kiew |   |         |                      |
| Spanien                                                        | – | Italien | 4:0 (2:0)            |

## Kader
Am 29. Mai 2012 benannte Nationaltrainer Cesare Prandelli den endgültigen Kader für die Fußball-Europameisterschaft 2012. Erfahrenste Spieler waren Torhüter und Kapitän Gianluigi Buffon und Andrea Pirlo, die schon 2004 und 2008 zum Einsatz kamen. Am 28. Mai 2012 wurde bekannt, dass Domenico Criscito womöglich in einen Wettskandal verwickelt sein könnte. Der italienische Fußballverband gab daraufhin bekannt, dass Criscito nicht für die Europameisterschaft nominiert würde. Wegen einer Verletzung musste Prandelli auf den Stürmer Giuseppe Rossi verzichten. Spieler wie Giampaolo Pazzini und Andrea Ranocchia waren zwar im erweiterten Kader mit dabei, wurden aber nicht für den endgültigen Kader nominiert. Der Großteil des Kaders spielte in der Serie A, mit Salvatore Sirigu, Thiago Motta (beide Paris Saint-Germain/Ligue 1) und Mario Balotelli (Manchester City/Premier League) waren nur drei Spieler im Ausland unter Vertrag.
| Trikot- Nr. | Spieler              | Verein              | Länderspiele | Tore     | Geburtsdatum | EM-Spiele          | Sp.      | Tore     | Rot      | G/R      | Gelb     |
| Torhüter    | Torhüter             | Torhüter            | Torhüter     | Torhüter | Torhüter     | Torhüter           | Torhüter | Torhüter | Torhüter | Torhüter | Torhüter |
| ----------- | -------------------- | ------------------- | ------------ | -------- | ------------ | ------------------ | -------- | -------- | -------- | -------- | -------- |
| 01          | Gianluigi Buffon     | Juventus Turin      | 120          | 0        | 28.01.1978   | 3 (2004), 4 (2008) | 6        |          |          |          | 1        |
| 14          | Morgan De Sanctis    | SSC Neapel          | 005          | 0        | 26.03.1977   |                    |          |          |          |          |          |
| 12          | Salvatore Sirigu     | Paris Saint-Germain | 002          | 0        | 12.01.1987   |                    |          |          |          |          |          |
| Abwehr      |                      |                     |              |          |              |                    |          |          |          |          |          |
| 07          | Ignazio Abate        | AC Mailand          | 005          | 0        | 12.11.1986   |                    | 3        |          |          |          |          |
| 06          | Federico Balzaretti  | US Palermo          | 012          | 0        | 06.12.1981   |                    | 4        |          |          |          | 1        |
| 15          | Andrea Barzagli      | Juventus Turin      | 033          | 0        | 08.05.1981   | 1 (2008)           | 4        |          |          |          | 2        |
| 19          | Leonardo Bonucci     | Juventus Turin      | 020          | 02       | 01.05.1987   |                    | 6        |          |          |          | 2        |
| 03          | Giorgio Chiellini    | Juventus Turin      | 055          | 02       | 14.08.1984   | 3 (2008)           | 5        |          |          |          | 1        |
| 02          | Christian Maggio     | SSC Neapel          | 019          | 0        | 11.02.1982   |                    | 3        |          |          |          | 2        |
| 04          | Angelo Ogbonna       | FC Turin            | 003          | 0        | 23.05.1988   |                    |          |          |          |          |          |
| Mittelfeld  |                      |                     |              |          |              |                    |          |          |          |          |          |
| 16          | Daniele De Rossi     | AS Rom              | 078          | 10       | 24.07.1983   | 3 (2008)           | 6        |          |          |          | 2        |
| 22          | Alessandro Diamanti  | FC Bologna          | 004          | 0        | 02.05.1983   |                    | 3        |          |          |          |          |
| 13          | Emanuele Giaccherini | Juventus Turin      | 002          | 0        | 05.05.1985   |                    | 2        |          |          |          |          |
| 08          | Claudio Marchisio    | Juventus Turin      | 026          | 01       | 19.01.1986   |                    | 6        |          |          |          |          |
| 18          | Riccardo Montolivo   | AC Florenz          | 037          | 01       | 18.01.1985   |                    | 4        |          |          |          | 1        |
| 05          | Thiago Motta         | Paris Saint-Germain | 013          | 01       | 28.08.1982   |                    | 5        |          |          |          | 2        |
| 23          | Antonio Nocerino     | AC Mailand          | 013          | 0        | 09.04.1985   |                    | 2        |          |          |          |          |
| 21          | Andrea Pirlo         | Juventus Turin      | 089          | 10       | 19.05.1979   | 2 (2004), 3 (2008) | 6        | 1        |          |          |          |
| Angriff     |                      |                     |              |          |              |                    |          |          |          |          |          |
| 09          | Mario Balotelli      | Manchester City     | 014          | 04       | 12.08.1990   |                    | 6        | 3        |          |          | 2        |
| 17          | Fabio Borini         | AS Rom              | 001          | 0        | 29.03.1991   |                    |          |          |          |          |          |
| 10          | Antonio Cassano      | AC Mailand          | 035          | 10       | 12.07.1982   | 3 (2004), 4 (2008) | 6        | 1        |          |          |          |
| 11          | Antonio Di Natale    | Udinese Calcio      | 042          | 12       | 13.10.1977   | 2 (2008)           | 5        | 1        |          |          |          |
| 20          | Sebastian Giovinco   | FC Parma            | 010          | 0        | 26.01.1987   |                    | 2        |          |          |          |          |
| Trainer     |                      |                     |              |          |              |                    |          |          |          |          |          |
|             | Cesare Prandelli     |                     |              |          | 19.08.1957   |                    | 6        |          |          |          |          |

## Auszeichnungen
Kapitän Buffon, die Mittelfeldspieler Daniele De Rossi und Andrea Pirlo und Stürmer Mario Balotelli wurden für das UEFA-All-Star-Team der 23 besten Spielern des Turniers nominiert.